# Атанаска Коюмджиева
Атанаска Коюмджиева е българска волейболистка, състезателка от националния отбор на България. Централен нападател.

## Биография
Родена на 21 март 1979 г. в Разлог. Висока е 188 см. Започва кариерата си в ЦСКА (София) през 1993 г. Състезателка на ЦСКА (София).

## Кариера
- Сезон 1999  – 2001: ЦСКА, София
- Сезон 2002 – 2003: Имопрограм Белинцона, Швейцария.
- Сезон 2003 – 2004: Метал Галац Румъния.
- Сезон 2004 – 2005: Кламар Волей Франция.
- Сезон 2005 – 2006: Каха Сур Кордоба Испания.
- Сезон 2006 – 2007: Сен Рафаел Франция.
- Сезон 2007 – 2008: Сен Рафаел Франция.
- Сезон 2008 – 2009: Ено Волей Франция
- Сезон 2009 – 2010: Льо Кане Франция
- Сезон 2010 – 2011: Венел Франция
- Сезон 2011 – 2012: Тюл Франция
- Сезон 2012 – 2013: Тюл Франция
- Сезон 2013 – 2014: Тюл Франция